# Victor Gomes (Radsportler)
Victor Manuel Gomes Colinas (* 9. August 1981) ist ein spanischer Radrennfahrer.
Victor Gomes begann seine internationale Karriere 2005 bei dem spanischen Continental Team Andalucia-Paul Versan und belegte bei Prueba Villafranca de Ordizia den fünften Platz hinter dem Sieger Carlos García Quesada. 2006 und 2007 fuhr er für das Continental Team Vina Magna-Cropu. 2007 konnte Gomes bei den Etappenrennen Kuba-Rundfahrt Vuelta a León jeweils einen Abschnitt für sich entscheiden.

## Erfolge
2007
- eine Etappe Kuba-Rundfahrt
- eine Etappe Vuelta a León

## Teams
- 2005 Andalucia-Paul Versan
- 2006 Viña Magna-Cropu
- 2007 Viña Magna-Cropu